# Saint-Paul-la-Roche
 Saint-Paul-la-Roche  (en occitano Sent Pau la Ròcha) es una población y comuna francesa, situada en la región de Aquitania, departamento de Dordoña, en el distrito de Nontron y cantón de Jumilhac-le-Grand.

## Demografía
| 872 | 794 | 616 | 591 | 555 | 551 |
| Para los censos de 1962 a 1999 la población legal corresponde a la población sin duplicidades (Fuente: INSEE [Consultar]) |     |     |     |     |     |